# سارا بورگس (خواننده)
سارا بورگس (به انگلیسی: Sarah Burgess) (زاده ۱۴ ژوئیهٔ ۱۹۸۷) خواننده و ترانه‌پرداز آمریکایی است.